# 21695 Ганнавольф
21695 Ганнавольф (21695 Hannahwolf) — астероїд головного поясу, відкритий 7 вересня 1999 року.
Тіссеранів параметр щодо Юпітера — 3,467.